# Ministero della salute (Polonia)
Il ministero della salute è un dicastero del governo polacco.
Dal 13 dicembre 2023, l'attuale ministra è Izabela Leszczyna.

## Lista

### Ministri della salute (dal 1999)
| Ministro | Ministro | Ministro             | Partito                          | Governo                         | Inizio           | Fine             |
| -------- | -------- | -------------------- | -------------------------------- | ------------------------------- | ---------------- | ---------------- |
|          |          | Franciszka Cegielska | Il Movimento dei Cento           |                                 | 29 Marzo 1999    | 22 Ottobre 2000  |
|          |          | Grzegorz Opala       | Azione elettorale solidale       |                                 | 02 Novembre 2000 | 19 Ottobre 2001  |
|          |          | Mariusz Łapiński     | Alleanza di Sinistra Democratica |                                 | 19 Ottobre 2001  | 18 Gennaio 2003  |
|          |          | Marek Balicki        | Socialdemocrazia polacca         |                                 | 18 Gennaio 2003  | 02 Aprile 2003   |
|          |          | Mariusz Łapiński     | Alleanza di Sinistra Democratica |                                 | 02 Aprile 2003   | 02 Maggio 2004   |
|          |          | Wojciech Rudnicki    | indipendente                     |                                 | 02 Maggio 2004   | 11 Giugno 2004   |
|          |          | Marian Czakański     | indipendente                     |                                 | 11 Giugno 2004   | 15 Luglio 2004   |
|          |          | Marek Balicki        | Socialdemocrazia polacca         |                                 | 15 Luglio 2004   | 31 Ottobre 2005  |
|          |          | Zbigniew Religa      | Partito Conservatore-Popolare    |                                 | 31 Ottobre 2005  | 16 Novembre 2007 |
|          |          | Ewa Kopacz           | Piattaforma Civica               | Donald Tusk                     | 16 Novembre 2007 | 07 Novembre 2011 |
|          |          | Bartosz Arłukowicz   | Piattaforma Civica               | Donald Tusk Ewa Kopacz          | 18 Novembre 2011 | 15 Giugno 2015   |
|          |          | Marian Zembala       | indipendente                     | Ewa Kopacz                      | 15 Giugno 2015   | 16 Novembre 2015 |
|          |          | Konstanty Radziwiłł  | Diritto e Giustizia              | Beata Szydło Mateusz Morawiecki | 16 Novembre 2015 | 09 Gennaio 2018  |
|          |          | Łukasz Szumowski     | Diritto e Giustizia              | Mateusz Morawiecki              | 09 Gennaio 2018  | 20 Agosto 2020   |
|          |          | Adam Niedzielski     | indipendente                     | Mateusz Morawiecki              | 20 Agosto 2020   | 27 novembre 2023 |
|          |          | Ewa Krajewska        | indipendente                     | Mateusz Morawiecki              | 27 novembre 2023 | 13 dicembre 2023 |
|          |          | Izabela Leszczyna    | Piattaforma Civica               | Donald Tusk                     | 13 dicembre 2023 | In carica        |